# Clayton C. Barbeau
Clayton C. Barbeau (Kalifornija, 1930. – srpanj 2019.), ugledni američki psiholog i publicist te jedan od najutjecajnijih savjetnika[nedostaje izvor] i predavača o obiteljskom životu i suvremenim društvenim i duhovnim problemima. Međunarodno je priznati obiteljski terapeut čije su knjige i predavanja pomogla tisućama ljudi da postanu bolji supružnici, roditelji i kršćani. Nazivaju ga "pjesnikom mentalnog zdravlja", a zbog svoje reputacije dinamičnog i inspirativnog autora i predavača proputovao je mnoge države držeći predavanja o mentalnoj i duhovnoj cjelovitosti. Barbeau je otac osmero djece. Živi u San Franciscu gdje vodi privatnu praksu.
Djela:
- Glava obitelji i dr.[2]